# کلاس پرنده
کلاس پرنده (به آلمانی: Das fliegende Klassenzimmer) نام رمانی است از نویسنده آلمانی اریش کستنر که در سال ۱۹۳۳ و در ژانر کودکان نوشته شده است. داستان دربارهٔ چند پسربچه است که چند روز مانده به کریسمس، نمایشی به نام کلاس پرنده را تمرین می‌کنند.
ترجمه فارسی این کتاب توسط علی پاک‌بین از سوی کانون پرورش فکری کودکان و نوجوانان منتشر شده است.

## شخصیت‌ها
- نویسنده (اریش کستنر): نویسنده در پیش‌گفتار و موخره داستان حاضر است.
- جوناتان تروتس (جونی): جونی پسری‌ست که پدر آلمانی و مادر آمریکایی‌اش با هم اختلاف دارند. مادرش یک روز فرار می‌کند و پدرش او را با کشتی به آلمان می‌فرستد تا پدربزرگ و مادربزرگش از او مراقبت کنند. اما هیچ‌کس در آلمان منتظر جونی نیست. ناخدا او را به خواهرش می‌سپارد و جونی به این ترتیب سر از مدرسه شبانه‌روزی «یوهان زیگسموند» در کیرشبرگ درآورد. او می‌خواهد وقتی بزرگ شد نویسنده شود.
- ماتیاس زلبمن: پسری‌ست که همیشه گرسنه است و چون پول توجیبی‌اش کفاف خرج شکمش را نمی‌دهد اغلب بدهکار دوستانش است. او بزن‌بهادر جمع هم هست.
- ئولی زیمرن: ئولی را همه به ترسو بودن می‌شناسند و گاهی وقت‌ها بچه‌های قلدر اذیتش می‌کنند، به خصوص وقت‌هایی که رفیقش ماتیاس آن دور و بر نباشد.
- سباستیان فرانک: سیاستمدار و عقل کل است.
- مارتین تالر: مارتین تالر شاگرد اول و مبصر کلاس است. خیلی خوب نقاشی می‌کند. هر جا پای بی‌عدالتی در میان باشد، از درافتادن با قلدرها ابایی ندارد.
- بی‌دود: بی‌دود - که از قضا سیگاری تیر هم هست - لقب مرد جوانی‌ست که در یک واگن قدیمی راه‌آهن زندگی می‌کند. بچه‌ها اسم واقعی او را نمی‌دانند اما بی‌دود صدایش می‌کنند چون به در و دیوار واگن/خانه‌اش اعلان «سیگار کشیدن ممنوع» نصب شده است. او رفیق و محرم و مشاور بچه‌هاست.
- دکتر باخ: مدیر مدرسه که بچه‌ها هم از او حساب می‌برند و هم دوستش دارند.

## خلاصه داستان
داستان با دو پیشگفتار آغاز می‌شود. در پیشگفتار اول درمی‌یابیم نویسنده، اریش کستنر، می‌خواهد داستانی دربارهٔ کریسمس بنویسد اما در چله تابستان این کار غیرممکن است؛ بنابراین راهی جایی می‌شود که برف باشد. نویسنده سوار قطاری به‌مقصد تسوگ‌اشپیتسه می‌شود و در آنجا، در معیت پروانه‌ای به نام «گوتفرید» و گوساله‌ای به نام «ادوارد» مشغول نوشتن داستان کریسمس می‌شود.

در پیشگفتار دوم، نویسنده ماجرای غم‌انگیز «جوناتان تروتس» (جونی) را تعریف می‌کند و به مخاطب کم سن و سالش می‌گوید این داستان را به این دلیل تعریف کرده تا بچه‌ها یاد بگیرند چطور در زندگی ضربه‌ها را نوش جان کنند و سرپا بمانند.

بعد از این دو پیشگفتار رمان آغاز می‌شود. داستان چند روز مانده به کریسمس در مدرسه شبانه‌روزی «یوهان زیگسموند» می‌گذرد. بچه‌ها نمایشی را تمرین می‌کنند به نام «کلاس پرنده» که قرار است در جشن کریسمس اجرا شود. نمایشنامه را «جونی» در پنج پرده نوشته است و دربارهٔ این است که کلاس‌های درس در آینده چطور برگزار خواهند شد. شاگردان کلاس پرنده به همراه استادشان که نقشش را «سباستیان فرانک» بازی می‌کند عازم سفری می‌شوند تا جغرافیا را در مکان اصلی‌اش یاد بگیرند. آن‌ها به پمپئی و وزوو و مصر و قطب شمال سفر می‌کنند. در مصر، خواهر یکی از بچه‌ها که نقشش را «ئولی» بازی می‌کند دزدیده می‌شود و در پرده آخر بچه‌ها او را نجات می‌دهند. «مارتین تالر» طراح صحنه و دکورساز نمایش است. بچه‌ها مشغول تمرین می‌شوند که ناگهان «فریدولین» با سر و صورت خون‌آلود از راه می‌رسد و به‌شان خبر می‌دهد که بچه‌های مدرسه حرفه‌ای به او و «کرویتس‌کام» حمله کردند و او و دفتر مشق همه بچه‌های کلاس را گروگان گرفته‌اند. بچه‌ها برای چاره‌جویی پیش «بی‌دود» می‌روند. به توصیه بی‌دود قرار می‌شود بچه‌ها نماینده‌ای بفرستند تا دربارهٔ آزادی گروگان و پس گرفتن دفتر مشق‌ها مذاکره کند. سباستین عقل کل سراغ سردسته بچه‌های مدرسه حرفه‌ای، «اگرلاند»، می‌رود. مذاکره به جایی نمی‌رسد اما سباستیان به‌طور تصادفی می‌فهمد کرویتس‌کام در زیرزمین خانه اگرلاند زندانی است. بی‌دود به‌شان توصیه می‌کند به جای این که جنگ قبیله‌ای به‌راه بیندازند، از هر مدرسه یک نفر انتخاب شود تا به جان هم بیفتند. از طرف دبیرستانی‌ها ماتیاس انتخاب می‌شود و در جنگ تن به تن حریف را به‌زمین می‌زند. اما حرفه‌ای‌ها زیر قولشان می‌زنند و زندانی را آزاد نمی‌کنند. جنگی با گلوله‌های برفی بین بچه‌های دو مدرسه درمی‌گیرد. مارتین، جونی و ماتیاس از این فرصت استفاده می‌کنند و به خانه اگرلاند می‌روند و دوستشان را آزاد می‌کنند اما نمی‌توانند دفتر مشق‌ها را نجات بدهند. بچه‌های مدرسه حرفه‌ای دفترها را سوزانده‌اند.

بچه‌ها در بازگشت، گیر می‌افتند و یکی از سال‌بالایی‌ها آن‌ها را به خاطر خروج غیرقانونی از مدرسه به دفتر مدیر می‌برد. سباستیان، به دکتر باخ، مدیر مدرسه، توضیح می‌دهد که آن‌ها برای نجات یکی از دوستان‌شان ناچار به قانون‌شکنی شده‌اند. دکتر باخ هم ماجرای دو پسر را تعریف می‌کند که سال‌ها پیش در آن مدرسه درس می‌خوانند و به خاطر رفاقت بارها و بارها قانون‌شکنی کردند. این دو پسر در بزرگسالی هم دوست و رفیق هم باقی ماندند تا این که سال‌ها بعد یکی از آن دو نفر زن و بچه‌اش را از دست داد و بعد از آن ناپدید شد. بچه‌ها می‌فهمند دکتر باخ داستان خودش را تعریف کرده. جونی حدس می‌زند آن دوست ناپدید شده همان بی‌دود است. آنها دکتر باخ را به دیدن بی‌دود می‌برند و معلوم می‌شود حدسشان درست بوده. مردی که در واگن قطار زندگی می‌کرد دوست قدیمی مدیر مدرسه‌شان بوده است.

چیزی به کریسمس نمانده است. بچه‌ها امتحان‌هایشان را داده‌اند و برای رفتن به خانه‌هایشان آماده می‌شوند. کار تمرین نمایش هم به‌خوبی پیش می‌رود تا این که ئولی ناپدید می‌شود. ئولی را در زمین بازی مدرسه پیدا می‌کنند. ئولی بالای نردبانی رفته و چتری در دست دارد. بچه‌ها دور او جمع شده‌اند. او برای اثبات شجاعتش از بالای نردبان پایین می‌پرد و پایش را می‌شکند. حالا دیگر با پای شکسته مجبور است تعطیلات را در مدرسه بماند. ماتیاس هم برای این که او را تنها نگذارد در مدرسه می‌ماند. مارتین نامه‌ای از مادرش دریافت می‌کند که نوشته پول سفر او به خانه جور نشده و باید کریسمس را در مدرسه بگذراند. بعد از جشن کریسمس و اجرای عالی نمایش، دکتر باخ مارتین را در حیاط مدرسه می‌بیند و از او می‌پرسد چرا برای رفتن به‌خانه آماده نمی‌شود. مارتین از جواب دادن طفره می‌رود اما عاقبت دلیل واقعی را به مدیر می‌گوید. دکتر باخ بلیط برگشت مارتین را برایش می‌خرد و کمی هم پول به او می‌دهد تا برای خانواده‌اش هدیه کریسمس بخرد.

در آخر کتاب نویسنده بار دیگر با مخاطب حرف می‌زند. نوشتن داستان کریسمس تمام شده و نویسنده به برلین برگشته است. او جونی و ناخدا را به‌طور اتفاقی می‌بیند. دو سال از ماجراهای آن کریسمس گذشته است. خوش و بشی می‌کنند و نویسنده جویای حال شخصیت‌های رمانش می‌شود.

## پس‌زمینه
این رمان آخرین کتاب کستنر پیش از به قدرت رسیدن نازی‌هاست. در داستان به‌طور مستقیم به نازیسم اشاره‌ای نمی‌شود اما بحران اقتصادی و بی‌کاری که زمینه‌ساز روی آوردن آلمانی‌ها به هیتلر بود در پس‌زمینه رمان حضور دارد.
کمی بعد از انتشار کتاب  کلاس پرنده، کستنر شاهد به قدرت رسیدن حزب ناسیونال‌سوسیالیست کارگران آلمان بود. کتاب‌های او و بسیاری دیگر از دگراندیشان در این دوره سوزانده شد.